# Pinarejos
Pinarejos est une commune de la province de Ségovie dans la communauté autonome de Castille-et-León en Espagne.

## Sites et patrimoine

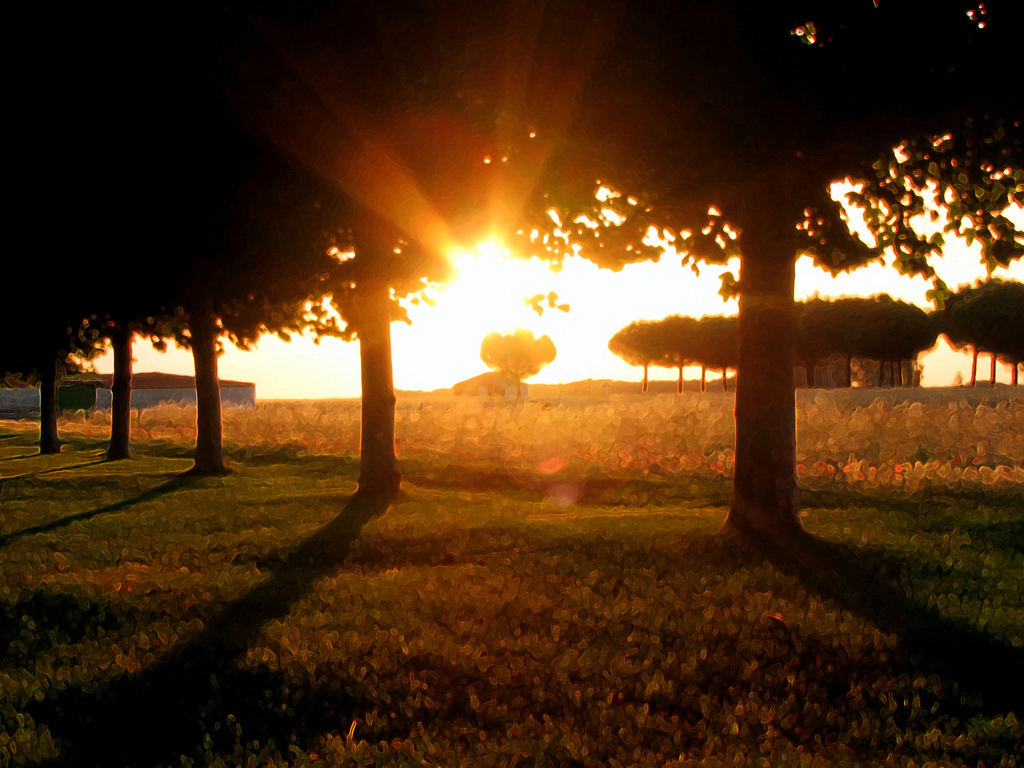
Coucher de soleil à Pinarejos